# Calyptocephala paralutea
Calyptocephala paralutea es un coleóptero de la familia Chrysomelidae.
Fue descrita científicamente por primera vez en 1992 por Buzzi & Miyazaki.